# Simex
Simex est l'abréviation de Singapore International Monetary Exchange. Ce marché à terme de Singapour a été fondé en 1984, ses premiers contrats portant sur l'or et les Libor 3 mois dollar, généralement connus sous le nom apparemment peu logique de contrats Eurodollar. 
En 1993-94, Nick Leeson, responsable pour le Simex de l'exécution et du back-office de la banque britannique Barings, accumula des pertes cachées en spéculant à la hausse sur le contrat du Simex sur l'indice boursier japonais Nikkei. Après le tremblement de terre de Kōbe, le 17 janvier 1995, ces pertes atteignirent la somme de 1,3 milliard de dollars américains et provoquèrent la faillite de cette banque ancienne et prestigieuse fondée en 1770, qui fut reprise pour une livre sterling symbolique par la banque hollandaise ING. Les mémoires de Leeson, Rogue Trader, ont été adaptées au cinéma sous le même nom.
Fin 1999, Simex a fusionné avec la bourse de Singapour et l'ensemble porte dorénavant le nom de Singapore Exchange ou SGX. 